# UFC Fight Night: Werdum vs. Volkov
UFC Fight Night: Werdum vs. Volkov (também conhecido como UFC Fight Night 127) foi um evento de artes marciais mistas (MMA) produzido pelo Ultimate Fighting Championship, realizado no dia 17 de março de 2018, na The O2 Arena, em Londres, Inglaterra.

## Background
Uma luta no peso-pesado entre o ex-Campeão Peso-Pesado do UFC, Fabrício Werdum, e o ex-Campeão Peso Pesado do Bellator, Alexander Volkov, será a principal deste evento.
O recém-chegado na promoção, Dmitry Poberezhets, enfrentaria Mark Godbeer neste evento. No entanto, Poberezhets foi forçado a retirar-se do card em 25 de janeiro, devido a lesões, e foi substituído pelo também estreante Dmitry Sonsovskiy.
Rustam Khabilov enfrentaria Kajan Johnson neste evento. No entanto, Khabilov retirou-se da luta em 8 de fevereiro, citando lesão. Johnson permaneceu no card e lutará contra Stevie Ray.
Elizeu Zaleski dos Santos enfrentaria Jack Marshman no evento. No entanto, Zaleski saiu da luta em 19 de fevereiro, citando uma lesão no joelho. Ele foi substituído por Brad Scott. Por sua vez, Marshman foi removido do card dois dias antes do evento, por problemas médicos em torno de seu corte de peso, e sua luta contra Scott foi descartada.
Em 8 de fevereiro de 2018, foi relatado que a luta no peso-leve entre Nasrat Haqparast e Alex Reyes foi cancelada, pois Reyes se retirou por lesão. No dia 12 de março, foi relatado que o Campeão Peso-Pena do Cage Warriors, Nad Narimani, vai lutar contra Nasrat Haqparast.
E não era mesmo para o Nad Narimani lutar nesse evendo, na manhã de 17/03 em Londres, o Ultimate informou que sua equipe médica avaliou Nasrat Haqparast e considerou o lutador incapaz de lutar devido a uma doença ocular infecciosa. Assim, a luta com Nad Narimani foi cancelada.

## Bônus da Noite
Os lutadores receberam $50.000 de bônus
- Luta da Noite:  Jan Błachowicz vs.  Jimi Manuwa
- Performance da Noite:  Alexander Volkov e  Paul Craig